# Rhaphidophora korthalsii
Rhaphidophora korthalsii — квіткова рослина роду Rhaphidophora родини Araceae.

## Опис
Це дуже велика, міцна різнолиста ліана до 20 метрів. Дорослий пагін складається з подовжених, «чіпких», облиствених плавних стебел. Розміри плодів 14–27 × 3–3.5 см. У недозрілому вигляді вони темно-зелені, а потім набувають тьмяно-помаранчевий колір.

## Розповсюдження
Rhaphidophora korthalsii походить з Аруначал-Прадешу, Південного Нансей-шото, півострова Таїланд до Малезії та західного тихоокеанського регіону.